# Navio de Teseu
O Navio de Teseu (Θήσεια ναυς) é um experimento mental sobre se um objeto que teve todos os seus componentes originais substituídos permanece o mesmo objeto. De acordo com a lenda, Teseu, o mítico rei fundador grego de Atenas, resgatou as crianças atenienses do rei Minos após ter matado o  minotauro e então escapou para um navio indo para Delos. Todos os anos, os atenienses comemoravam isso levando o navio em peregrinação a Delos para homenagear Apolo. Uma questão foi levantada pelos filósofos antigos: "após vários séculos de manutenção, se cada parte individual do Navio de Teseu fosse substituída, uma de cada vez, ainda seria o mesmo navio?".
Na filosofia contemporânea, este experimento mental tem aplicações ao estudo filosófico da identidade ao longo do tempo e inspirou uma variedade de soluções e conceitos propostos na filosofia da mente contemporânea preocupada com a persistência da identidade pessoal.

## Os navios
Os navios que Atenas enviava para Creta, para pagar o tributo pela morte de Androgeu, filho de Minos, usavam velas negras, mas Teseu, na terceira vez, disse para levarem velas brancas, que deveriam ser usadas na volta, caso Teseu conseguisse matar o Minotauro.

## O paradoxo

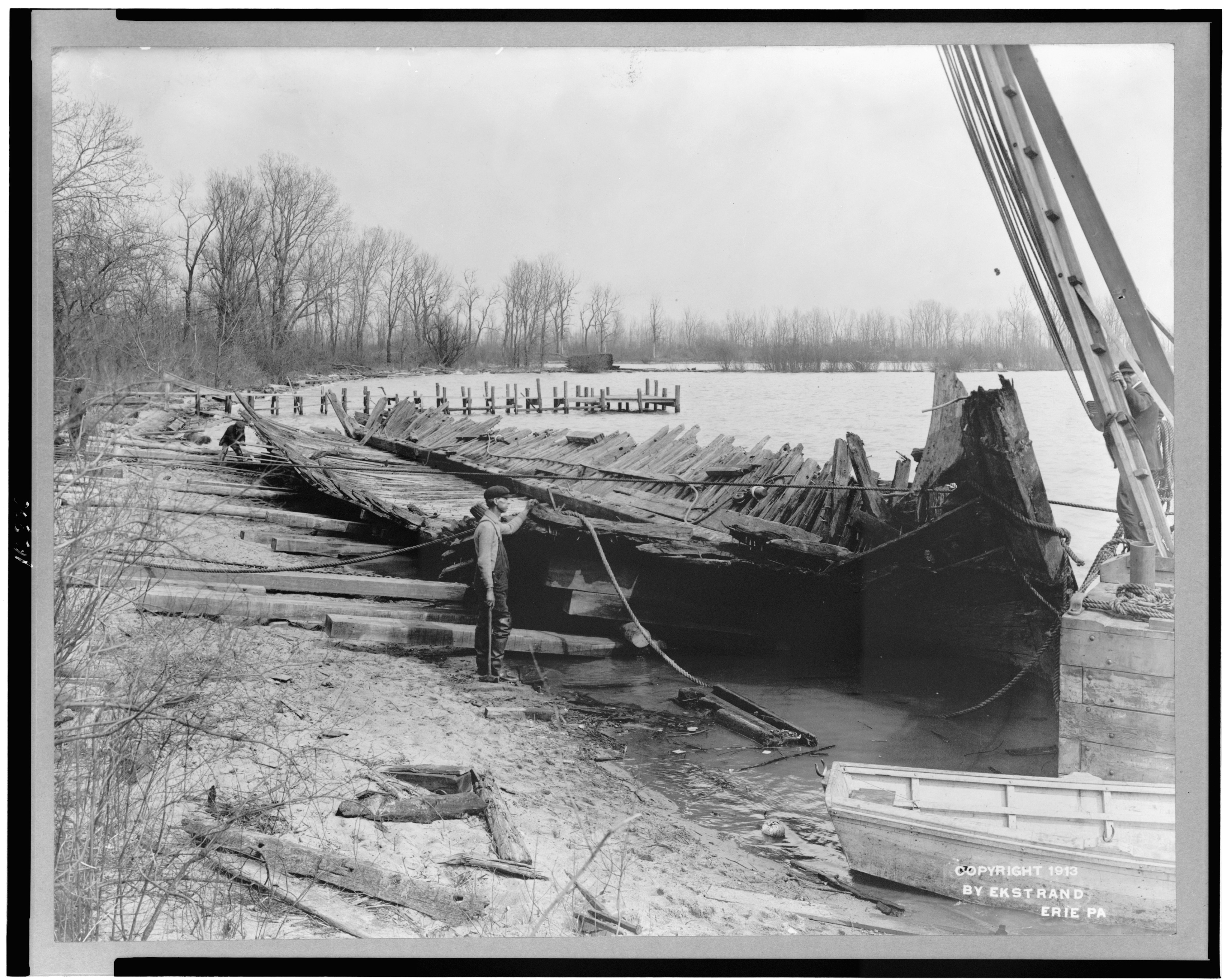
Encouraçado Niágara. Exemplo moderno do Paradoxo de Teseu. Dilapidado em 1812, com substituição múltipla de todos os elementos.

O navio de Teseu é inspiração para um paradoxo.
De acordo com lendas gregas, conforme relato de Plutarco:
O navio com que Teseu e os jovens de Atenas retornaram (de Creta) tinha trinta remos, e foi preservado pelos atenienses até o tempo de Demétrio de Falero, porque eles removiam as partes velhas que apodreciam e colocavam partes novas, de forma que o navio se tornou motivo de discussão entre os filósofos a respeito do conjunto de caracteres próprios e exclusivos com os quais se podem diferenciar objetos inanimados uns dos outros.
O paradoxo foi discutido por outros antigos filósofos, como Heráclito, Sócrates, Platão antes dos escritos de Plutarco, e mais recentemente por Thomas Hobbes, John Locke e Gottfried Leibniz. Este problema é "um modelo para os filósofos".  Por exemplo, no livro: "Identity, Persistence, and the Ship of Theseus" há duas versões:
"  (1) Versão Simples:
Seja A = O navio em que Teseu começou a sua viagem.
Seja B = O navio em que Teseu terminou sua viagem.

A questão não é apenas se "A=B?"; suponha que Teseu havia deixado uma peça original do barco A no barco B. Uma peça de A é o suficiente para fazer A idêntico a B? Se não, seria idêntico a B supondo que ele havia deixado duas peças, etc.  Onde devemos traçar a linha da identidade do barco?

(2) Versão Complexa: Igual à versão simples, mas com uma adição - seguindo Teseu havia um outro barco, o Carniceiro, que pega as partes que Teseu atira ao mar, e as utiliza para se reconstruir. O Carniceiro ao chegar no porto é um navio que se compõe precisamente das partes que compunham o navio que Teseu começou a viagem. Ele aporta na doca seu navio ao lado do navio que Teseu aportou.

A versão complexa dá origem a dezenas de perguntas e análises sobre a identidade de ambos os  navios que buscam uma resposta que forneça o conjunto de condições necessárias e condições suficientes para a identidade do navio de Teseu e do navio Carniceiro." S. Marc Cohen, Professor Emeritus do departamento de Filosofia da Universidade de  Washington 

## Dúvida de Hobbes
Thomas Hobbes, em De Corpore, acrescenta à discussão filosófica acima o fato de que alguns atenienses, mais preocupados com o autêntico do que com aquilo que deve permanecer, foram recolhendo num armazém, ao longo dos anos, as peças velhas que já não serviam o lustro de estreia do navio restaurado. Um dia, chegou a Atenas um forasteiro que, entusiasmado pelos relatos da vida do herói, quis visitar a suprema relíquia do seu ídolo. Ao saber da história da lenta renovação do navio, o visitante pediu aos atenienses que o conduzissem até ao “barco de Teseu”.  
Foi então que surgiu a dúvida: afinal, qual deles era “o barco de Teseu”? O monumento luminoso que Atenas expunha aos olhos deslumbrados  do mundo, ou os destroços de peças desgarradas que se acumulavam a um canto do armazém? A unidade proposta a partir de cópias do que já lá estava, ou o apagamento progressivo dos elementos originais? Se a resposta fosse afirmativa para ambos os casos, como é que o autêntico barco de Teseu se transformou em dois? Dois = um? O que vale mais, a unidade aparente do aparentemente imutável (o navio no museu), ou a decomposição da unidade sob a pressão do tempo? Como se pode, nesse caso, fixar o significado de “permanecer”, ou de “mudar”? Como é que o barco do museu permanece como “o” barco de Teseu” a partir das escamas novas que se lhe vão adicionando? Como é que o monte de destroços permanece como “o” barco de Teseu, se já não é obviamente o navio de Teseu?
Depois da saída desanimada do forasteiro, os atenienses depararam-se, inquietos, com a impossibilidade de uma resposta para todas estas questões e nem Plutarco nem Hobbes relatariam a sua decisão final. 

## Solução de Leibniz
O filósofo alemão, Gottfried Leibniz, para resolver a discussão filosófica e também a dúvida de Hobbes, sugeriu o que agora é chamado de lei de Leibniz . A Lei de Leibniz afirma:
 X é o mesmo que Y se, e apenas se, X e Y têm as mesmas propriedades e relações, assim, tudo o que é verdade para X é também verdadeiro de Y, e vice-versa. 
Aplicando Lei de Leibniz para o problema filosófico do navio de Teseu, B é o mesmo que A se, e apenas se, B e A têm todas as mesmas propriedades e relações. O navio agora no porto tem as mesmas propriedades e relações que o navio que estava no porto de cinquenta anos atrás? Podemos ser tentados a dizer: "Claro que não! Eles têm muitas propriedades diferentes. Então, eles não podem ser o mesmo navio." Será que isso soa convincente? Para responder a esta pergunta, vamos considerar a propriedade, "contém mastro nº 1". Mastro nº 1 é um dos mastros que o navio original de Teseu tinha. A definitivamente tinha essa propriedade, mas B não é tão equipado, mas tem mastro nº 2, em seu lugar. Daqui resulta que B deve, portanto, ser diferente do A.
Muitos filósofos  se opõem veementemente a este ponto de vista. Porque, se este argumento funciona, então qualquer propriedade que mudou desde a última vez que se olhou para uma coisa significaria que a coisa não existe mais, e há uma coisa nova em seu lugar.